# Xanthorhoe cymaria
Xanthorhoe cymaria là một loài bướm đêm trong họ Geometridae.